# 聖エラスムスと聖マウリティウス
『聖エラスムスと聖マウリティウス』（せいエラスムスとせいマウリティウス、独: Die hll. Erasmus und Mauritius、英: Saint Erasmus and Saint Maurice）は、ドイツ・ルネサンス期の画家マティアス・グリューネヴァルトが1520-1524年の間に菩提樹板上に油彩で制作した絵画で、画家晩年の傑作である。本来、ハレの新しい参事会聖堂のためのものであり、絵画の依頼者アルブレヒト・フォン・ブランデンブルク (大司教)が崇拝した聖エラスムスと、ハレで崇敬が復活した聖マウリティウスを描いている。作品は現在、ミュンヘンのアルテ・ピナコテークに所蔵されている。

## 作品
左側に表されている聖エラスムスは、古代ローマ時代の紀元後303年にアンティオキアで殉教した司教である。豪華な司教服に身を包み、誇り高く立っている。右手に自身の殉教の証である、腸で包まれたスピンドル (紡錘) を持っているが、その腸は船のウィンチにより彼の身体から引き抜かれたものである。
彼の反対側には、銀の鎧を纏った黒人系アフリカ人の聖マウリティウスが立っており、白い手袋で包まれた手を挙げて、聖エラスムスに挨拶をしている。伝説によれば、聖マウリティウスはキリスト教徒だけからなるエジプトのテーベ軍団の長であった。この軍団はテーベに駐留していたが、ローマ皇帝ディオクレティアヌスの治世下でキリスト教徒の迫害に加わることを拒否したために殺戮された。
聖エラスムスの背後には、学者で、大司教聖エラスムスの顧問である白髪の修道院長がいる。聖マウリティウスの背後には、鍛えられた兵士たちがいる。描かれている4人物の姿勢、動き、衣服、顔の表情、肌の色は中世社会の様々な階層を見事に性格づけている。ヨーロッパの聖職者の指導者がアフリカの兵士たちの指導者と出会っている。これは、世界を舞台にした教会と政治の出会いといってもよく、2つの大陸におけるカトリック教会の権力と栄光の証言なのである。

## 歴史
聖エラスムスの容貌は、実際には当時の数々の肖像画から知られるこの絵画の依頼者、アルブレヒト・フォン・ブランデンブルクのものである。彼は1514年にマインツとマグデブルクの大司教で、ハルバーシュタットの司教であった。1518年に、アルブレヒトはローマ教皇レオ10世により枢機卿に任命され、後には神聖ローマ帝国の宰相になっている。宰相時代の彼は、プロテスタントの宗教改革に対する熱狂的で、力強い反対者であった。
この絵画は、宗教改革の時代にハレからアシャッフェンブルクの聖ペトロとアレクサンドロスの参事会聖堂に移された。1814年にバイエルン王国に購入され、1836年にミュンヘンのアルテ・ピナコテークが開館して以来の所蔵品となっている。